# Гофрокартон

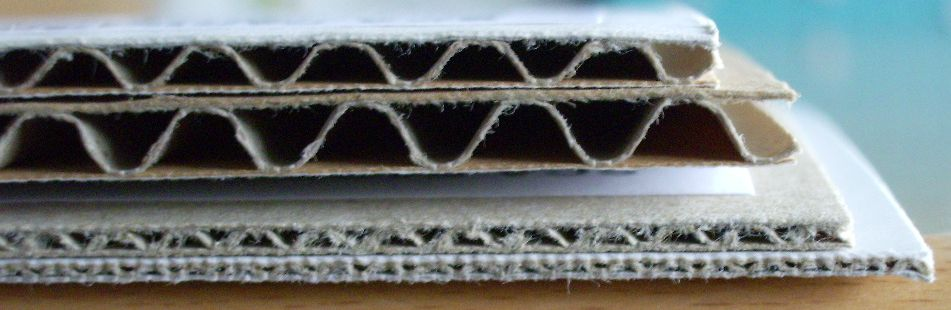
Гофрокартон

Гофрокартон — пакувальний матеріал, що використовується у промисловості та характеризується малою вагою, дешевизною й високими фізичними параметрами. Є одним з найпоширеніших у світі пакувальних матеріалів.

## Історія

- 1844 року німець Генріх Вельтер навчився отримувати целюлозу з деревної маси та розробив технологію виробництва паперу.
- 1871 року Американець Альберт Джонс вперше застосував для захисту скляних пляшок гофровані шари паперу[1]. Використаний Джонсом гофропродукт можна назвати предком гофрокартону.
- У 1874 році створена перша машина для вироблення великої кількості гофрованого картону і в тому ж році Олівер Лонг удосконалив матеріал Альберта Джонса, винайшовши тришаровий гофрокартон з облицювальними шарами з обох сторін[2].
- 1879 року Роберт Гейр використав заточені штампи для розрізання картону (вирубки деталей потрібної форми). Тупими штампами спростив формування рівного згину (біговка). Так відбулося народження картонної коробки.
- 1881 року перший патент[3] на гофрокартон отримав Олівер Лонг - за спосіб виробництва шарового гофрокартону. Роком пізніше його співвітчизник Роберт Томпсон отримує патент[4] на тришаровий гофрокартон.
- 1897 року — коробки з гофрокартону. Для того, щоб виготовити першу коробку з гофрокартону, інженерам потрібно було розробити технологію приклеювання плоских шарів паперу до кожної сторони гофрованого шару. Використання технології складання коробок з гофрокартону, винайденої Гейром в 1879 року, відкрило новий ринок для гофроупаковки.
- 1899 року службовець фірми «Томпсон і Норріс» Лоренс Луїс Дуерден зареєстрував патент США № 620756[5] про виробничий процес. Він використовував нагрівальний стіл, довгу транспортувальну стрічку та клей.
- Наприкінці XIX ст. Німецькі фірми почали виробляти гофроагрегати. Густав Ліску та Оскар Сперлінг створюють фірму «Лейпцизький машинобудівний завод і гофрокартонна фабрика Спеллінга»

## Особливості
Особливістю виробництва гофрокартону є можливість використовувати папір і картон, одержані з макулатури, що позитивно з точки зору економії ресурсів і захисту довкілля. Недоліком гофрокартону є його низька вологостійкість.
Гофрокартон складається, як правило, з трьох шарів: двох плоских шарів картону (топлайнери) і одного шару паперу між ними, що має хвилеподібну (гофровану) форму (флютинг). Така композиція шарів робить гофрокартон, незважаючи на характеристики його компонентів, особливо жорстким, що володіє опором як у напрямку, перпендикулярному площині картону, так і в напрямках вздовж площин. Для подальшого поліпшення фізичних властивостей упаковки з гофрокартону застосовуються п'яти- і семишаровий гофрокартон — матеріал, при якому шари картону та паперу чергуються один за іншим. Розміри, якість та інші параметри упаковки з гофрокартону встановлюються галузевими стандартами, є також певні вимоги до процесу виробництва.

## Види гофрокартону
Гофрокартон класифікується на безліч видів за наступними критеріями:
1. Кількість шарів:
  - двошаровий — що складається з одного плоского та одного гофрованого шарів;
  - тришаровий — що складається з двох шарів плоских та одного гофрованого шарів;
  - п'ятишаровий — що складається з трьох плоских та двох гофрованих шарів;
  - семишаровий — що складається з гофрованих та чотири плоских шарів.
2. Тип хвилі (гофри): A, B, C, E;
3. Кольорове оформлення лайнера:
  - бурий;
  - білений.
4. Клас застосовуваних матеріалів.

## Маркування
Марки картону відрізняються абсолютним опором продавлювання (МПа), питомим опором розриву з додатком руйнівного зусилля вздовж гофри (кН / м), опором торцевого стиснення гофри (кН/м).
| Тип гофри | Найменування гофри | Крок гофри, мм | Висота гофри, мм |
| --------- | ------------------ | -------------- | ---------------- |
| Е         | Мікрогофра         | 3,2—3,6        | 1,1—1,6          |
| В         | Дрібна             | 4,5—6,4        | 2,2—3,2          |
| С         | Середня            | 6,5—8,0        | 2,2—4,4          |
| А         | Велика             | 8,5—9,5        | 4,4—5,5          |

### Мікрогофрокартон
Тришаровий гофрований картон — це мікрогофрокартон, з товщиною 1,5—1,8 мм. Мікрогофрокартон такої товщини має нижчу міцність, використовується для дрібніших конструкцій. Мікрогофрокартон має нижчі амортизувальні властивості в порівнянні з гофрокартоном. Позначається літерою «Е».

### Двошаровий гофрокартон
Позначається літерою «Д», складається з одного плоского і одного гофрованого шарів. Є єдиним різновидом гофрованого картону, який поставляється в рулонах. 

### Тришаровий гофрокартон
Найпоширеніший вид, позначається літерою «Т». Складається з двох лайнерів і одного гофрованого шару. Застосовується практично для всіх видів упаковок.

### П'ятишаровий гофрокартон
Літерою «П» позначається п'ятишаровий гофрокартон, що складається з трьох плоских та двох гофрованих шарів. Використовується для міцної багаторазової упаковки а також для великогабаритних упаковок.

### Семишаровий гофрокартон
Досить рідкісний, але надміцний гофрокартон, який позначається літерою «С». Тара, зроблена з нього, може витримувати величезну вагу (до 2 тонн). 
Гофрований картон виготовляється згідно ГОСТ 7376.

## Переваги гофрокартону
Основні переваги тари з гофрокартону:
- низька вартість;
- надійний захист продукції:
здатність протистояти ударним навантаженням;
здатність витримувати локальні удари типу проколу (пробою);
опір проникненню вологи;
збереження форми при вібраційних впливах;
опір торцевому та площинному стисненню;
здатність витримувати падіння з певної висоти.
- широкий ряд типорозмірів та конструкцій;
- висока технологічність виготовлення із застосуванням високоавтоматизованого обладнання;
- можливість високоякісного оформлення з використанням різних технологій друку та оздоблення; використання в рекламних цілях;
- здатність трансформуватися з утворенням додаткової торговельної площі;
- легкість транспортування (наприклад, маса піддонів з гофрокартону становить всього 4 кг);
- легкість складування;
- висока технологічність та легкість складання та наповнення продукцією, можливість відкриття упаковки для контролю товару без її пошкодження;
- можливість повторної переробки, здатність до природного саморуйнування.

Мікрогофрокартон хоча й не відрізняється великою міцністю, але з його допомогою можна експериментувати із формами та розмірами упаковки. Саме тому мікрогофру найчастіше використовують у подарунковому пакуванні та у креативному пакуванні товарів. 

## Галерея

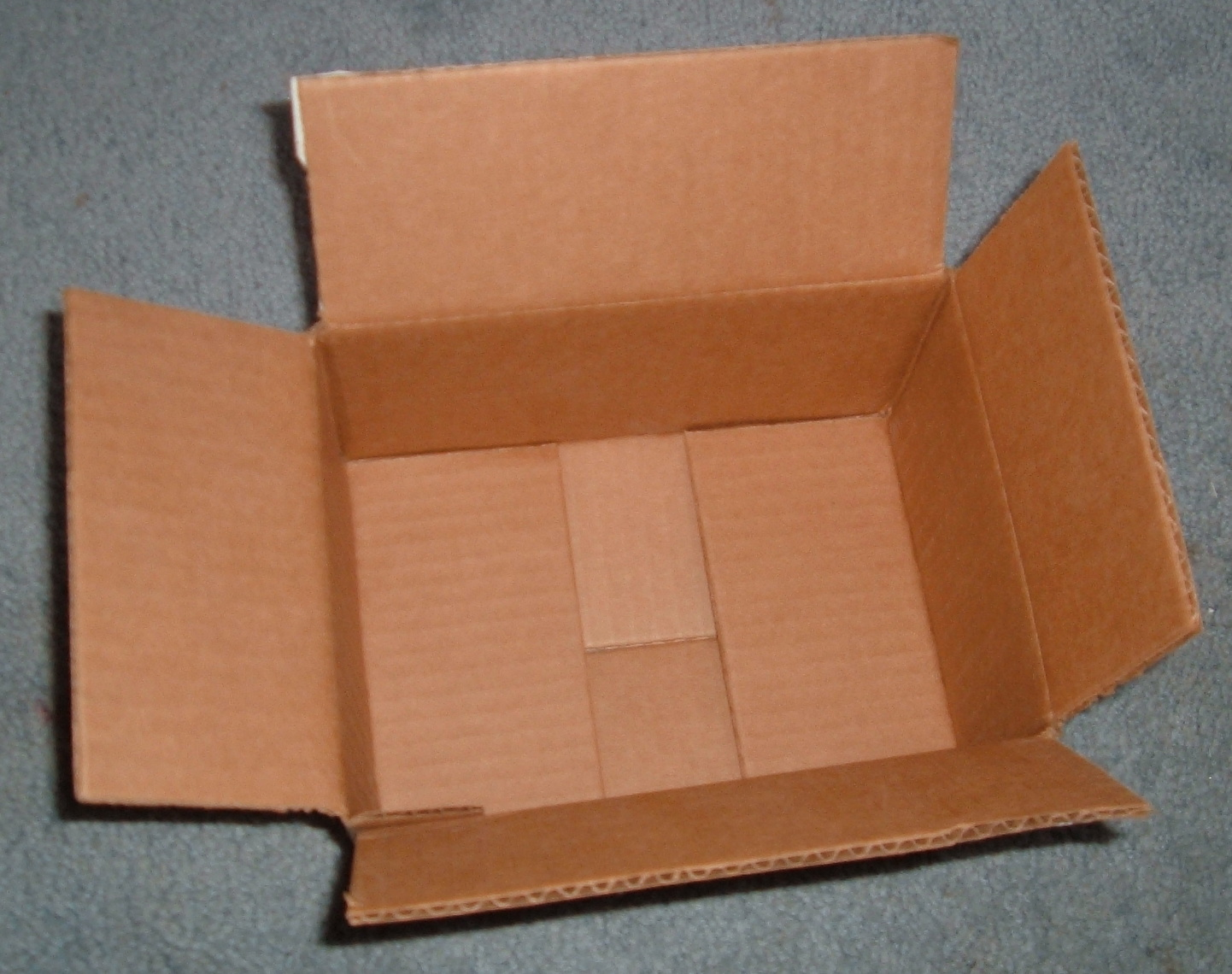
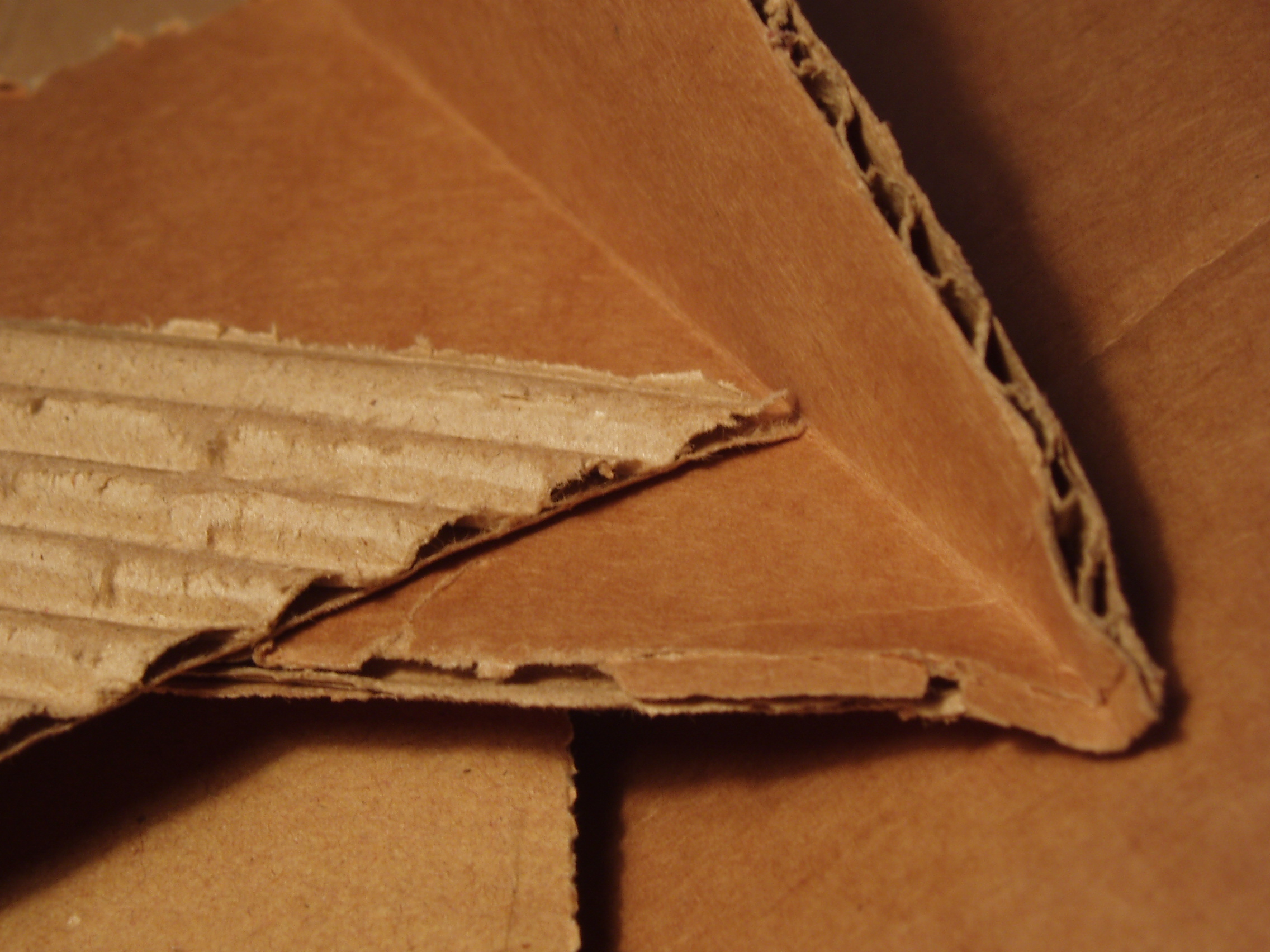
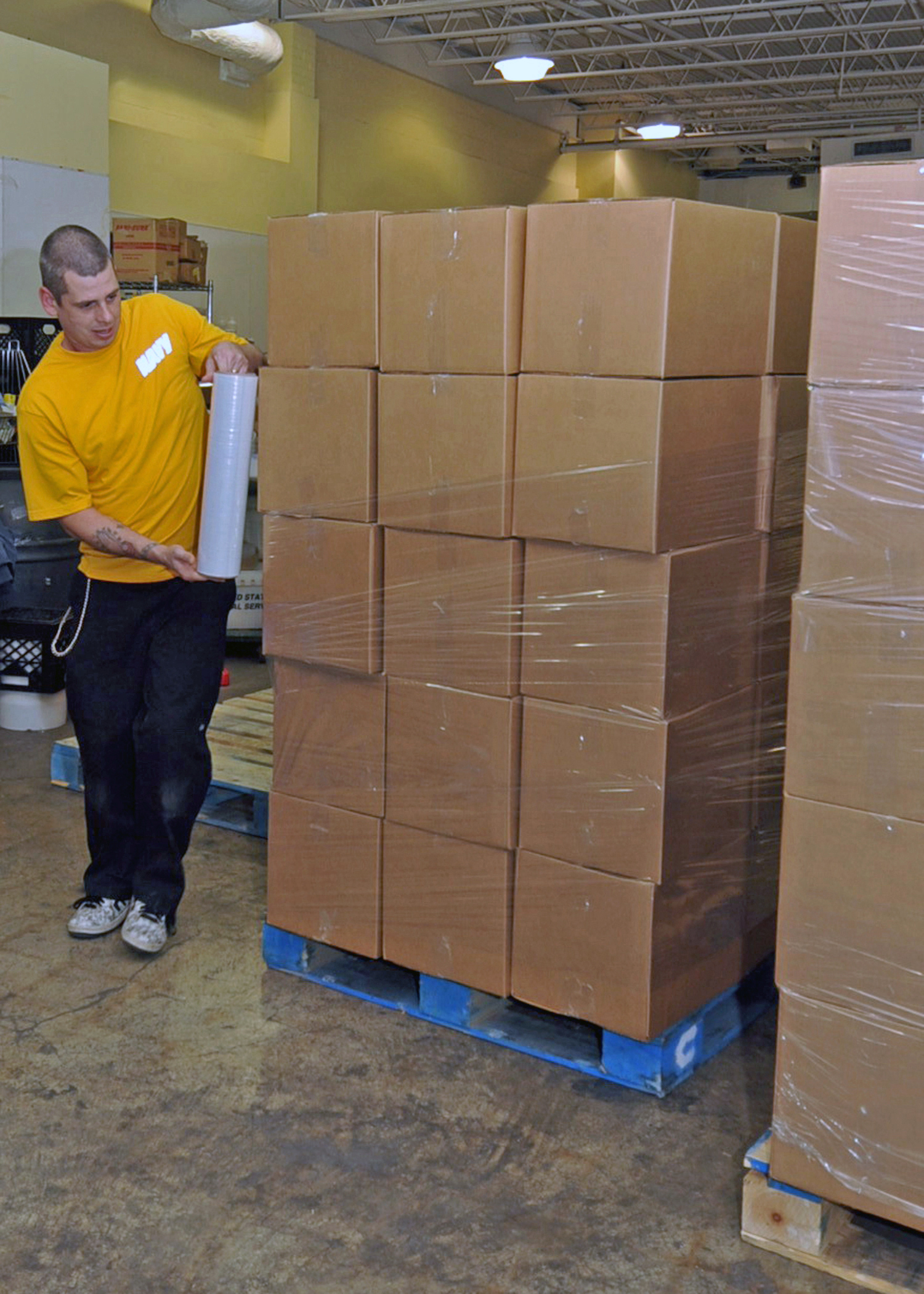
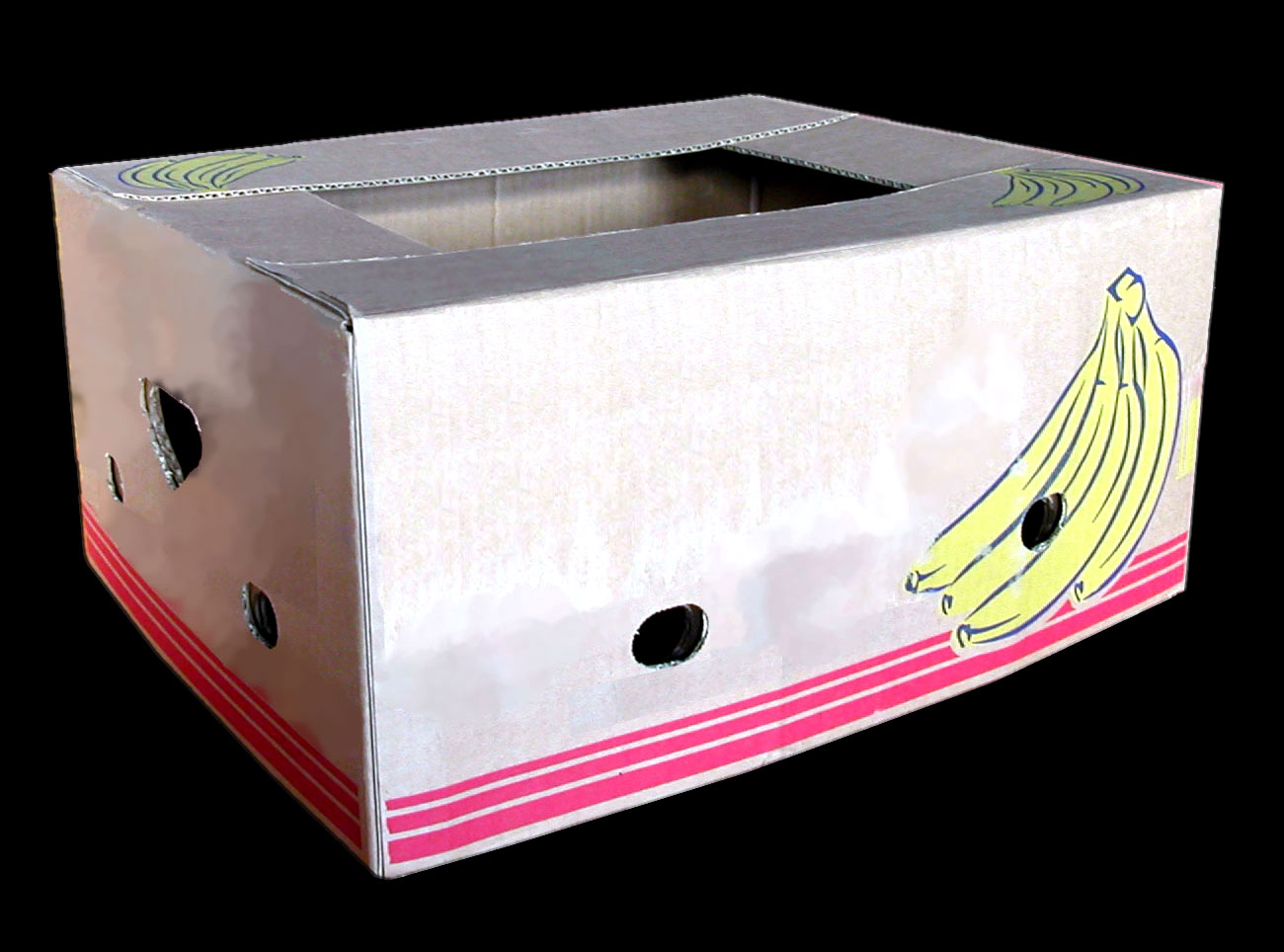
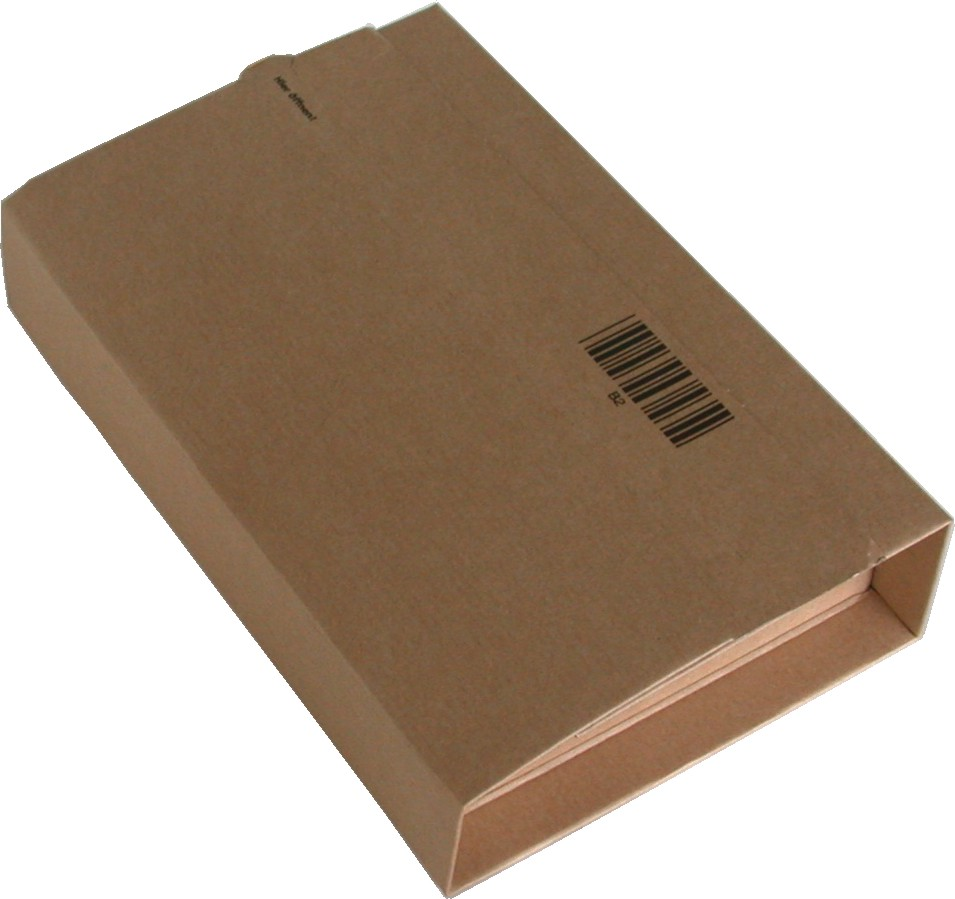
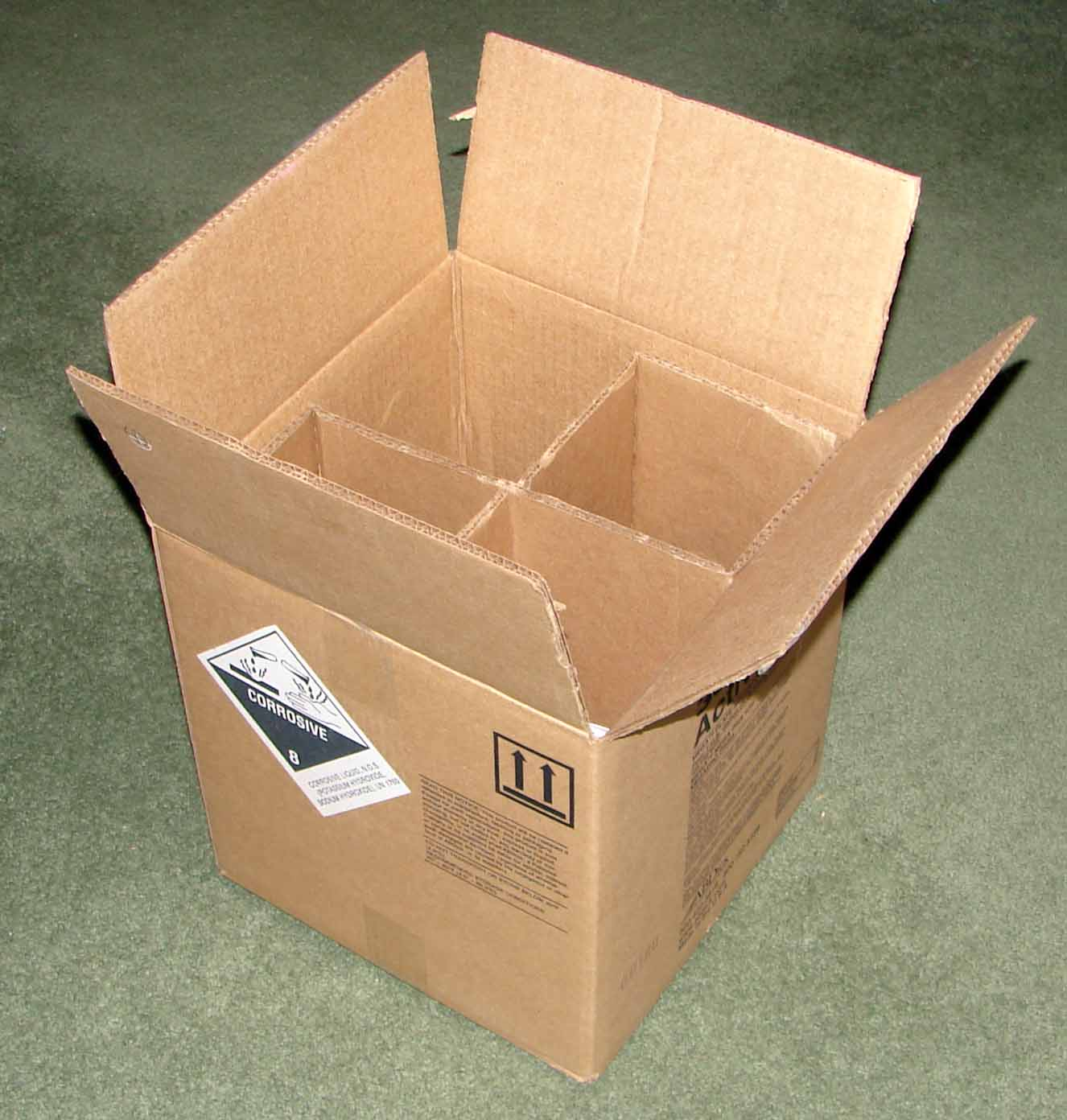

1. ↑  Патент США №122023. Архів оригіналу за 13 листопада 2021. Процитовано 17 січня 2021.
2. ↑  Гофрокартон: история возникновения. Компанія Бруссонет (рос.).
3. ↑  Патент США №150588. Архів оригіналу за 13 листопада 2021. Процитовано 17 січня 2021.
4. ↑  Патент США №479999
5. ↑  Патент США №620756
6. ↑  Божко, Марина (27 березня 2019). Вся правда про гофрокартон — друкарня New Media. Типография New Media (укр.). Процитовано 10 листопада 2022.